# Рагби клуб Челик
Рагби клуб Челик је рагби јунион (рагби 15) клуб из Зенице. Такмичи се у регионалној лиги и један је од најтрофејнијих рагби клубова са простора бивше Југославије. Своје мечеве као домаћини играју на терену "Камберовића поље". Челик је освојио 7 титула првака Југославије у рагбију, а после рата је освојио све трофеје у Босни и Херцеговини. Највећи успех је остварен 2015., када је у финалу пред 2 500 навијача, побеђена Нада из Сплита и освојена регионална лига. Играчи Челика представљају окосницу босанске рагби репрезентације.

## Успеси
Првенство Југославије у рагбију - 7
1982, 1983, 1984, 1985, 1986, 1987, 1990
Регионална лига у рагбију - 1
2015
Првенство Босне и Херцеговине - 22
1992-2015
 Куп Босне и Херцеговине - 22
1992-2015